# Cord Mysegaes
Cord Hermann Mysegaes (* 22. März 1968 in Delmenhorst) ist ein deutscher Vielseitigkeitsreiter, der 1992 Olympiadritter mit der Mannschaft wurde.
Mysegaes wurde zunächst von seinem Vater (Wilfried Mysegaes) trainiert. Als Cord Mysegaes 16 Jahre alt war, übernahm Horst Karsten das Training. 1985 gewann er Team-Bronze und 1987 Team-Gold bei den Junioren-Europameisterschaften. Bei den Deutschen Meisterschaften 1992 belegte Cord Mysegaes (der in dieser Zeit für den Reitverein Heiligenrode ritt) auf Ricardo den zweiten Platz hinter Matthias Baumann und wurde in die Mannschaft für die Olympischen Spiele in Barcelona berufen. Dort belegte er auf Ricardo den 13. Platz in der Einzelwertung und gewann in der Mannschaftswertung mit Herbert Blöcker, Ralf Ehrenbrink und Matthias Baumann die Bronzemedaille hinter den Teams aus Australien und Neuseeland.
Dafür erhielt er am 23. Juni 1993 mit seiner Equipe das Silberne Lorbeerblatt.
1994 siegte Mysegaes bei den Deutschen Meisterschaften. Bei den Weltmeisterschaften 1994 in Den Haag erhielt er zusammen mit Ralf Ehrenbrink, Bettina Overesch und Peter Thomsen die Bronzemedaille hinter Briten und Franzosen. 1996 beendete Mysegaes nach einer Verletzung seine Leistungssport-Karriere.
In seiner Freizeit reitet Mysegaes weiterhin, er tritt bei Vielseitigkeiten bis hin zum CCI 4* an. Unverändert trainiert er regelmäßig mit Horst Karsten. Im Juni 2021 kam er bei den Deutschen Meisterschaften in Luhmühlen nochmals unter die besten zehn.
Cord Mysegaes ist Lehrer für Kunst, Mathematik und Sport an der Oberschule Bassum.